# Рат Велике алијансе
Рат Велике алијансе, познат и под именима Деветогодишњи рат, Рат Аугзбуршке лиге или Рат за палатинско наслеђе био је велики рат који је избио 1688. и трајао све до 1697, углавном на европском континенту. Захватио је такође, и секундарне фронтове у Ирској (познатији као Вилијамитски рат) и Северној Америци (познатији као Рат краља Вилијама).
Након потписивања Споразума у Најмегену, којим је завршен Француско-холандски рат (1672—1678) Француска је под Лујем XIV намеравала да осигура своју хегемонију у Европи. До осамдесетих година 17. века цар Светог римског царства Леополд I добио је замах у рату са Турцима и ојачао је своју позицију у средњој Европи. Леополд I је заједно са протестантским кнежевима Немачке, Шпанијом и Шведском створио одбрамбени Аугзбуршки савез 9. јула 1686. да би спречили хегемонију ојачане Француске.
Низоземска република, на челу са Вилијамом III Оранским је успешно извршила инвазију на Енглеску и свргнула краља Џејмса II. Када је поред тога постао и краљ Енглеске, имао је моћ да ствара савез против Француске, чему је дуго тежио.
Вилијам III Орански и Леополд I су 12. маја 1689. оформили Велику алијансу са циљем да врате Француску у границе, које су биле одређене Вестфалским миром. Повод за рат је била свађа око наследства у Рајнском палатинату.
Рат Велике коалиције завршен је без победника, потписивањем споразума у Ризвику 20. септембра 1697. Споразум су тада потписали Француска, Холандија, Енглеска и Шпанија. Леополд I је потписао касније 30. октобра 1697. После рата, Француска је војно ојачала на копну, а Енглеска и Холандија на мору.

## Позадина сукоба
Када је 1665. умро шпански краљ Филип IV, краљ Шпаније је постао његов син из другог брака, Карлос II. Француски краљ Луј XIV није оспоравао Карлосов долазак на шпански трон, али полагао је право на бар део Шпанске Низоземске, који би требало да припадне Лујевој жени Марији Терези, која је била ћерка шпанског краља Филипа IV из првог брака. Марија Тереза се била одрекла тих права када се удавала за Луја XIV. Међутим, Шпанија је заузврат требало да плати велики мираз Марији Терези. Пошто јој Шпанија није платила мираз Луј XIV је полагао права на Шпанску Низоземску и дошло је до Деволуционог рата (1667—1668).
После лаке победе против шпанске војске, Холандија, Енглеска и Шведска су створиле Тројну алијансу да би спречили Француску. Луј XIV је затражио мир. Мировним споразумом у Ахену Француска је добила мање територије, од којих је најзначајнији био град Лил. Разлог лаког прихватања мира од стране француског краља био је тајни споразум који је он у јануару 1668. постигао са аустријским царем а којим је предвиђена подела Шпанског царства у случају смрти Карлоса II. По том споразуму цар Леополд I или његови наследници би наследили: шпанску круну, шпанске поседе у Америци, Миланско војводство и луке на обали Тоскане. Француски краљ Луј XIV и његови потомци би наследили: Навару, Шпанску Низоземску, Франш-Конте, Краљевину Две Сицилије и Филипине. Иако тај договор није био формално потписан, сами Шпанци су се сложили с њим да би спречили велике анексије.
Након што је француска дипломатија успела да доведе до распада Тројне алијансе, Луј XIV се спремао за нови велики сукоб Француско-холандски рат (1672—1678). Француски министар рата Жан Батист Колбер је желео рат са намером да Француска преузме што је могуће више холандске трговине и да разбије извесне холандске трговачке монополе. Веровао је да се економски успех Француске може осигурати само уништењем Низоземске републике. Луј XIV је са друге стране сматрао да су га Холанђани издали за време Деволуционог рата, па се настојао осветити. Француски војни успеси у рату са Холанђанима забринули су и цара Леополда и кнеза-изборника од Бранденбурга. Леополд је био забринут, иако се претходно договорио са Лујем о подели шпанског царства. Шпанија је исто била забринута да ће Француска анектирати Шпанску Низоземску. Леополд, Бранденбург и Шпанија створили су противфранцуски савез 30. августа 1673. Немачка скупштина је 28. маја 1674. објавила рат Француској и позвала све кнежеве да помажу цару Леополду. Француски успеси у рату против Холандије су се наставили, али обе стране су до 1676. биле исцрпљене и спремне за преговоре.

## Пред рат

### Споразум у Најмегену
На крају Француско-холандског рата Луј XIV је имао знатну предност. Његова војска је била успешнија од противничке. За разлику од својих противника Луј XIV је имао потпуну политичку подршку. Противничка страна није била јединствена и није имала једнога вођу, па је то француски краљ могао вешто да користи. Вилијам III Орански је намеравао да одржава савезнике на окупу, али растао је финансијски притисак на Холанђане. Коначно су Французи и Холанђани потписали мир 10. августа 1678. Шпанија и Леополд I су закључили мировни споразум мало касније. Та три мировна споразума позната су колективно као Најмегенски мир.
Мировни споразум је омогућио преживљавање Холандије и њене трговине, а Шпанија је била на губитку. Изгубила је Хаити, а предала је и Франш-Конте на тај начин ојачавајући француску контролу над Алзасом. Француска је имала и мале добитке у Шпанској Низоземски, при чему је то углавном била размена тврђава са Шпанијом. Француска је следила Вобанову политику градње одбрамбене баријере тврђава на француским северним границама. Лорена и Фрајбург су остали у поседу Француске. Вилијам III Орански је био уверен да је мир са Француском само привремен, па је одлучио да створи сталну алијансу да би спречио будуће француске намере.

### Поновна уједињења
Француска војна надмоћ након рата са Холандијом постала је све очитија, али Луј XIV више није био заинтересован за отвору ратну политику као 1672. Наставио је да инсистира да друге силе прихвате француску надмоћ, али више није ратовао да то постигне, него је то настојао постићи претњама и различитим другим средствима са наводно легалним оправдањима. Након рата Француска је одржавала огромну стајаћу војску, а ширила је и Вобанов систем тврђава дуж источне границе са Немачком. Да би био изграђен добар одбрамбени систем требало јој је још земље од суседа. У ту сврху успостављени су специјални француски судови за поновна уједињења, који су тражили разне преседане и полулегална средства да би ујединили различите територије са Француском, а практично су вршена отимања суседних малих територија. Судови су увек налазили потребне преседане. Француска се након 1648. територијално проширила. Те нове територије су на неки начин зависиле од територије суседа и то је Француској било довољно да тражи те нове територије. На тај начин Француска је полагала право на те територије, које би онда након претње и добијала. Француска је тако добила мале додатне територије у Лорени, Шпанској Низоземски, делове Сара и остатак Алзаса.
На Стразбур нису полагали право политиком поновног уједињења, него је француски министар рата запретио да ако не постану део Француске да ће све спалити и ставити на мач. Стразбур се предао 30. септембра 1681. Исти дан Лујева војска је ушла и у Касале Монферато, који је Луј купио од војводе од Мантове. Поседовањем Касала и тврђаве Пинероло Луј од Француске, било је угрожено шпанско Миланско војводство. Лујева војска започела је и опсаду Луксембурга са циљем да га дода претходним добицима у долини Мозела. Иако су прекинули са опсадом марта 1682. Французи су наставили са непријатељствима.
За Луја XIV територијални добици под изговором да се ради о поновном уједињењу територија представљали су стабилизацију граница. Преузео је све најважније стратешке тачке између Француске и њених суседа, и све је то утврдио Вобан. Међутим све државе које су граничиле са Француском сматрале су то агресијом. Шпанске и мале немачке државе бојале су се велике француске стајаће војске и једино што су могле то је да моле Енглезе и Холанђане за помоћ. Истога дана када је Стразбур био заузет, Холанђани су потписали савез са Шведском, која је била љута због одузимања територије Цвајбрикена. Након тога савезу се прикључио Леополд I фебруара 1682. и Шпанија маја 1682. Међутим шест других великих немачких држава остало је у савезу са Француском, а то су били Мајнц, Трир, Келн, Саксонија, Баварска и Бранденбург-Пруска.
Леополд I је са друге стране био под притиском на граници Мађарске. Французи су охрабрили Турке, па су Турци 1683. опседали Беч. Беч је спасио пољски краљ Јан Собјески и Карло V, војвода од Лорене. Французи су искористили аустријску кризу, па су обновили опсаду Луксембурга, који је био у шпанском поседу. Шпанци су били охрабрени дизањем опсаде Беча, па су Француској објавили рат 1683. Погрешно су мислили да ће им Леополд и Холанђани доћи у помоћ. Француска војска је извела брзи и разарајући поход, па је у јуну 1684. шпански отпор био сломљен, а Луксембург био заузет. Уследили су мировни преговори у Регенсбургу, у којима је Француској дозвољено да задржи све територије на које је полагала право реуједињења и да задржи Луксембург и Стразбур следећих двадесет година. Луј XIV се надао да ће их Француска задржати заувек. С друге стране Вилијам III Орански је намеравао да створи коалицију са Шпанијом и са Леополдом, која ће повратити све територије, које је Луј XIV добио војним претњама.
Регенсбуршки мир означава највећи досег територијалног ширења Француске у доба Луја XIV. Сада је Вобан могао завршити тврђаве на источној и северној граници, а немачки кнежеви су имали много проблема са Турцима. Када је католик Џејмс II 1685. постао енглески краљ још је више олакшао позицију Француске. Пошто се очекивало да Џејмс II буде француски савезник Вилијам III Орански је постао изолован и беспомоћан. Моћни амстердамски трговци нису више желели сукоб са Француском.

### Протеривање хугенота
Луј XIV је у октобру 1685. повукао Нантски едикт и издао Едикт из Фонтенблоа. То је означавало крај толеранције према протестантима у Француској. Око 200.000 француских хугенота је било присиљено да напусти Француску. Многи од њих су били трговци, индустријалци, војници, морнари. Холандија је имала користи од тог егзодуса, добила је 9.000 нових морнара и 12.600 војника. И оно мало профранцуског расположења на тај начин је уништено. Хугеноти су били протестанти као и Холанђани, а осим тога хугенотски трговци су били чести посредници у трговини Француске и Холандије, па је француско-холандска трговина била у великом паду.
У Енглеској је постојала забринутост због католичког краља Џејмса II, али Џејмс II је показивао жаљење због страдања хугенота у Француској. С друге стране није им веровао због политичких разлога. У Брандембургу-Пруској калвинистички кнез је стао на страну хугенота. Исто је учинила и Шведска, али ипак није дошло до протестантског савеза против Француске.

### Аугзбуршки савез
У јулу 1686. државе јужне и западне Немачке, аустријски цар, Шпанија и Шведска формирале су Аугзбуршки савез. Циљ савеза да се одбране постојеће границе и мировни уговори:
- Вестфалски мир
- Најмегенски мир
- Регензбуршки споразум

У почетку савез није представљао никакву претњу за Француску, али током 1686. и 1687. Леополд је имао успеха у рату са Турцима код Буде и Мохача. Побуна унутар турске војске и свргавање султана омогућили су Леополду да ослободи Београд 1688. Те победе имале су велики утицај на Леополдов престиж у Европи. За разлику од Луја XIV, који није помагао у борбама против Турака. И католички и протестантски кнежеви Немачке истицали су Леополда као браниоца хришћанства. Подршка Лују у Немачкој нагло је нестала и почели су га називати "Хришћански Турчин".

### Надбискуп Келна
Лују је до лета 1688. постало јасно да треба нешто да учине пре него што цар Леополд престане са активностима на Балкану и поново се окрене западним границама. Знао је да постоји опасност да поведе релативно уједињену Немачку и Холандију против Француске. Због тога је морао охрабривати Турке, да би Вобан завршио са изградњом тврђава на источној граници.
Француски краљ је такође настојао осигурати своју подршку бар у деловима Немачке. Особито је био забринут са Келном. Надбискуп Келна је био профранцуски расположен и под њим је било много бискупија. Међутим надбискуп је био доста стар, па је за његова заменика изабрао себи склонога свештеника. Заменици би обично били изабрани после смрти старог надбискупа. Овај пут после смрти надбискупа је 1688. уследила неодлучена борба око наследника, која је постала предмет спора. Спорни избори у Келну ојачали су страхове у Немачкој од даље француске агресије и помогли су бољем уједињењу немачких државица. С друге стране холандски трговци су подржали француског кандидата, јер су се бојали Луја XIV.

## Рат Велике алијансе

### Континентална Европа
Луј је планирао само кратак рат, слично рату против Шпанаца 1683—1684, само да охрабри Турке да наставе рат против цара, а и да уплаши цара и Немце да прихвате његове захтеве на основу реуједињења, потврђене Регенсбуршким споразумом као трајне територијалне промене. Напао је 27. септембра 1688. преко Рајне са циљем да узме Филипсбург, једину од три веће тврђаве у Алзасу коју није контролисао.
Луј је такође намеравао да реши изборе за надбискупа Келна у своју корист и да осигура део Палатината у корист сестре свога брата.
Дофен је 30. октобра заузео Филипсбург. Манхајм је капитулирао 11. новембра након кратке опсаде, а следили су Франкентал, Опенхајм, Кајзерлаутерн, Хајделберг, Шпејер и МајнцDoyle: Short Oxford History of France – Old Regime France,. стр. 181. Иако је био војно успешан и својим нападима охрабрио и Турке на Балкану ипак му је пропала намера да довољно заплаши Немце да прихвате његове захтеве. После почетног напада у октобру 1688. Бранденбург-Пруска, Саксонија, Хановер и Хес-Касел су се сложили да се боре против Француске, а електор Баварске је био спреман да предводи војску цара и немачких државица преко Рајне. Луј није био спреман за ескалацију рата у шири рат. Најпре је опустошио земље одмах северно и источно од Алзаса, а то су Палатинат, Баден и Виртемберг, да би их онеспособио да буду од користи непријатељу. Министар рата Лувоа је саставио листу свих градова за уништење. Хајделберг су спалили 2. марта 1689, Манхајм 8. марта па онда Шпејер, Вормс, Опенхајм и Бинген, као и много околних села. Када су Французи створили рајнску одбрамбену баријеру оградили су се од Немаца на најбољи могући начин. Међутим маршал Дира није имао довољно војске да победи непријатеља. Дошло је до обрата. Немци под командом војводе од Лорене су 8. септембра 1689. заузели Мајнц, а кнез-изборник Бранденбурга заузео је Кајзерверт и Бон. За то време док је Луј био преокупиран ратом на Рајни Вилијам III Орански је био преокупиран Енглеском.

### Славна револуција (1688—1689)
Џејмс II је покушао да католицизира енглеску војску, владу и друге институције, па је постао јако непопуларан код својих поданика као католички владар у протестантској земљи. Његово отворено католицизам и односи са католичком Француском довели су до напетих односа између Енглеске и Холандије. Жена Вилијама III Оранског је била Мери II, сестра енглеског краља и наследница престола. Вилијам није био одлучан да дејствује против Џејмса, јер би могао упропастити могућности наслеђа своје жене. Међутим 10. јуна 1688. Џејмсова друга жена Марија од Модене родила је мушког наследника, што је била претња да ће се створити католичка династија, а то ни енглеска јавност, а ни Вилијам нису могли да одобре. Истакнути енглески државници и виговци и торијевци и протестантски свештеници тајно су позивали Вилијама да изврши инвазију Енглеске и преузме трон. Холандска олигархија је била забринута због англо-француског савеза па је Вилијаму III Оранском одобрила да слободно користи војску. Вилијам је имао прећутно одобрење аустријског цара и антифранцуског папе Иноћентија XI у замену за обећање да ће се толерисати католици у Енглеској.
Луј XIV није зауставио Вилијамову инвазију Енглеске. Тада су му главна брига били Немци на Рајни. Осим тога француске дипломате су сматрале да је јако добро да Енглеска утоне у грађански рат и да ће тако Холандија трошити своја средства или ће Енглеска настојати да се зближи са Француском. Тако се Вилијам неометен искрцао 15. новембра 1688. у Енглеској. Није било грађанског рата, јер су га људи свуда добро дочекали. Кратка револуција после тога позната је као Славна револуција. Џејмс је свргнут, и отишао је у Француску, а Вилијам и Мери II су постали сувладари Енглеске.
Вилијамов успех је омогућио стварање велике европске коалиције против Француза. Холанђани и цар Леополд I су 12. маја 1689. потписали да приступају Великој алијанси. Циљ Велике алијансе је био враћање Француске у границе из 1648. и 1659. То је значило да од Француза треба да се поврати Лорена, Стразбур, део Алзаса и неке тврђаве на Рајни. Цар је такође инсистирао да други савезници треба да подрже његово полагање права на шпанско наслеђе, ако Карлос II од Шпаније умре током рата. Вилијам III Орански као краљ Енглеске Вилијам III од Енглеске потписао је приступање Великој алијанси у децембру 1689. Шпанија и Савоја су приступиле алијанси у јуну 1690. Шведска и већи немачки кнежеви су такође сматрали да припадају алијанси. Француска се морала борити сама, изузев лабаве везе са Турцима, који су се још увек борили против цара Леополда на Балкану. Тај рат на Балкану ће трајати до 1699.
Немачки кнежеви су били спремни да сарађују у рату против Француза и да прихвате цара Леополда I као вођу. Пошто је Шведска била део алијансе одлучило се да се питање Помераније не покреће, јер је то био споран део за Бранденбург-Пруску.

### Ирска (1689—1691)
Рат у Ирској био је наставак рата на континенту. Протерани Џејмс II је напустио Француску и заједно са грофом Давуом и другим присталицама искрцао се у Ирској у марту 1689. Џејмс се надао да ће уз помоћ војводе од Тирконела, који је био католик успети да овлада Ирском, па ће касније кренути на Шкотску и Енглеску и да ће моћи да се врати на трон. Међутим постојале су препреке том плану.
- Џејмсове присталице у Ирској нису показивале одлучност да ослобађају Шкотску и Енглеску за Џејмса. Многи од њих су желели да потпуно раскину везе са Енглеском.
- Луј XIV је финансирао Џејмса и није био спреман да снабдева војску у Ирској.
- Алстер са протестантским упориштима био је против католичког краља[34].

Алстер се показао као веома тежак подухват. Након 105 дана опсаде Лондондерија 10. августа су одустали Џејмсова војска је одустала. Исти тај дан Џејмсове снаге су биле тешко поражене код Њутаунбатлера. Јакобити су се звале присталице Џејмса II у Енглеској. Вилијамова војска је била поражена код Дандија у бици код Киликранкија 6. августа 1689. Међутим шкотски јакобити су поражени код Данкелда 31. августа и тада је дошло до краха јакобитске борбе у Шкотској.
Вилијамова војска од 15.000 Холанђана, Енглеза и Данаца искрцала се 23. августа у Ирској близу Бангора. Након заузимања Карикфергуса и Белфаста зауставили су се у Дандалку, где су и презимили. Током зиме војска се осипала као резултат болести и дезертерства. Џејмс II је веровао да уз малу француску помоћ могу да истерају Вилијамову војску из Ирске. Џејмсовој војсци је недостајало опреме, муниције и снабдевања. Лују XIV је била потребна војска на европском ратишту, па је био неодлучан да шаље војску у Ирску. Ипак је у марту 1690. послао 6.000 војника са савојског фронта. Вилијам је закључио да је потребно да пошаље појачања у Ирску, па је најавио да ће лично доћи у Ирску са знатном војском. Вилијам је дошао 24. јуна 1690. са 15.000 војника. Укупно је имао 44.000 војника у Ирској, а Џејмс 39.000. Француска флота није ни покушала да спречи енглески десант у Ирској. Француској је било у интересу да Вилијам усмерава своју пажњу и средства на Ирску.
У међувремену се главно жариште рата на континенту помакло са Рајне на Шпанску Низоземску и на француско-фландријску границу. Французи су 1. јула 1690. под командом војводе од Луксембурга победили савезничку војску у бици код Флера. Француска морнарица је након поморске победе 10. јула над англо-холандском флотом добила контролу над Ламаншом. Француски успеси су били угрозили довлачење појачања у Ирску, али представљали су и претњу да је могућа инвазија Енглеске. Вилијам је 12. јула победио Џејмсову војску у бици на Бојну у Ирској. Џејмс је после тога побегао у Француску. Још увек је Француска била у стратешкој предности. Битку на Бојну и дан данас славе протестанти у Северној Ирској. Тај дан оранжисти славе серијом парада и маршева и изазивају револт католика и сукобе са полицијом.
Вилијамове снаге су заузеле Даблин и Вотерфорд, али нису успели у опсади Лимерика, па се Вилијам у септембру 1690. вратио у Лондон. Борбе у Ирској су се наставиле, али Французи су имали још мање разумевања да пошаљу војску у помоћ јакобитима. Током 1691. Вилијамова војска је након опсаде заузела Атлон у јулу 1691, а код Аурима су 22. јула победили јакобите. Лимерик је поново био опседан 4. септембра 1691. После тога склопљен је споразум из Лимерика 3. октобра 1691, којим је окончан рат у Ирској. Ирска је остала под Вилијамовом контролом.

### Наставак рата на континенту (1691—1697)
Након мирења (мировног споразума) са Ирском, Вилијам III од Енглеске је имао потребну војску за рат против Француске. Око 12.000 Ираца је побегло у Француску и борило се на француској страни. Почетком 1691. Вилијам се вратио у Шпанску Низоземску, али тај поход је ипак био неуспешан по снаге алијансе. Маршал Буфлер је заузео Монс 10. априла, а маршал Луксембург је победио Валдека у бици код Лојзе 19. септембра. После тога капитулирао је и Намир 25. маја —26. маја 1692, па су Французи били спремни за инвазију Енглеске.
У Сен Жермену двор изгнаног краља Џејмса II две године је инсистирао код Француза да је Енглеска зрела за повратак и устоличење краља Џејмса. У ту сврху припремљено је 20.000 војника око Шербура, а француска флота се концентрисала у нормандијским и бретонским лукама. Енглеска се подсетила 1588. и чувене шпанске армаде, па је припремљена одбрана у случају инвазије. Уследила је поморска битка за контролу канала. Енглеска флота од 99 бродова под командом адмирала Расела и Рукеа поразила је француску флоту од 44 брода. У бици код Барфлера и Ла Хога од 29. маја до 4. јуна 1692. уништено је 12 француских бродова. Та битка не само да је окончала снове о инвазији, него је и осакатила француску атлантску флоту.
Други фронтови су били мање активни. Операције дуж Рајне и Мозела смањиле су се по интензитету у односу на почетне окршаје. Немачке снаге су биле бројније од француске војске под заповедништвом маршала де Лоржа. Маршал је имао око 45.000 војника. Није било одлучујућих сукоба на истоку. У Шпанској Низоземски Луј је оболео и отишао у Версај. Од тада никад више није учествовао у биткама. У његово име маршал Луксембург је победио Вилијамову војску у бици код Ландена. Битка код Ландена је била са великим бројем жртава, али имала је веома мале последице. Током 1694. глад је исцрпила обе стране, па те године није било ни великих битки ни опсада. Вилијам је заузео малу тврђаву, али ниједна страна није желела понављање кланице код Ландена. Након поморског пораза француска флота је била окована за луке, па је енглеска морнарица имала одрешене руке и помагала је савезничке ратне напоре у Италији и Шпанији. Французи су своју флоту потом преоријентисали на пиратске нападе. Изазвали су тешке штете прекоморској трговини, па је енглеска и холандска флота била присиљена да успостави блокаду француских лука. Због тога се енглеска флота није могла користити за офанзивне операције против француских поседа. Луј је могао бити побеђен само на копну.
Непобедиви Лујов маршал Луксембург умро је у јануару 1695. Маршал Вилроа постао је заповедник француске војске у Шпанској Низоземски. Пошто Вилроа није имао способности једног Луксембурга долази све више до изражаја одбрамбени карактер рата. Савезници су успели да победе у једној великој бици и да заузму Намир.
У северној Италији француске снаге су много раније под заповедништвом маршала Катине победиле војводу од Савоје Виторија Амедеа II од Сардиније у бици код Стафарда 18. августа 1690. Током 1691. Катина је заузео Ницу крајем марта и Кармањолу јужно од Торина. Када је Савоја добила појачања царске војске имали су тада 45.000 војника, па су присилили маршала Катину да се повуче, а при томе су повратили Кармањолу у октобру. Иако су савојске снаге имале велику бројчану надмоћ током 1692. Французи су успешно одолевали и држали су Сусу и Пињероло. Французи су током 1693. добили појачања, па је 4. октобра 1693. победио Виктора Амадеуса у бици код Марсаље. Током 1694. то ратно жариште било је релативно мирно. До 1695. Амадеус и Луј су били спремни за договор.
Склопили су мир потписивањем Торинског споразума 29. августа 1695. Војвода од Савоје је био први велики члан алијансе, који је напустио Велику алијансу. Ипак Луј XIV је пристао на битне уступке. Предао је Ницу и тврђаву Пињероло Савоју, а напустио је и тврђаву Касал Монтферато. Међутим тај мировни споразум био је на штету шпанске и аустријске војске, јер је ослободио део француских војних потенцијала. С друге стране отворио је могућност француске инвазије према Миланском војводству, које је било у шпанском поседу. Шпанија и Аустрија закључују примирје са Француском у северној Италији. Вилијам III је био запрепаштен јер је то примирје омогућило Лују XIV да пребаци 30.000 војника на фронт у Шпанској Низоземски.
Током 1696. и 1697. било је мало борбе на главном театру рата. Вилроа у Фландрији и Буфлер на Мозелу имали су заједно 125.000 војника против Вилијама III, маркгрофа од Бадена и грофа од Хесена, који су имали подједнак број војника. На почетку похода 1697. Французи су 5. јуна заузели Ат, а гроф од Бадена је у септембру заузео Ебернберг управо пред крај рата. Представници Луја XIV и Вилијама III преговарали су о миру. Холандија, Енглеска и Француска суочавале су се с економским и финансијским исцрпљењем.
Једино је на шпанском фронту дошло до неких померања. Шпанци нису могли да пруже јак отпор, а савезници нису могли да помогну. На шпанском фронту је била потребна помоћ морнарице да би се заузели градови, од којих је Барселона била најбољи плен. Француске снаге су имале 12.000 војника 1690, да би током 1691. имали само 10.000. Само су током 1694. имали 26.000 војника, јер су остали фронтови били мирни у то доба. Росас је пао 1693, па су Французи продрли дубље у Каталонију и победили су Шпанце у бици код Тера 27. маја 1694. Французи су заузели Паламос 10. јуна и Херону 29. јуна. Долазак савезничке флоте зауставио је покушај опсаде Барселоне 1694/95. Када је флота 1696. отпловила за Кадиз и касније северно војвода од Вендома је уз помоћ француске флоте заузео Барселону 1697.

### Северна Америка (1689—1697)
Европски рат се рефлектовао и у Северној Америци. Француска и Енглеска су се формално сложиле да не шире рат у колоније, али француска политика у Северној Америци и Западној Индији (Кариби) била је агресивна према енглеским колонијама. Французи су напали на неколико места:
- острво Свети Китс и Невис
- дуж Мисисипија
- од Акадије до Мејнеа
- на северу међу индијанским племенима између Канаде, Њујорка и Нове Енглеске[52]. Хадсонов залив је био жаришна тачка спора између протестантских енглеских колониста и католичких француских колониста. Обе стране су полагале право на њега и на трговину. Вилијам је обавестио своје колонисте 1689. да намерава да започне рат са Француском.

Тај рат у Северној Америци називао се Рат краља Вилијама. Енглески колонисти су били бројнији од француских, али непрекидно су губили у биткама. Нова Француска је добро организовала француску војску, канадску милицију и индијанске савезнике да нападају погранична насеља. Сукоб је почео 1689. низом индијанских масакара, које је потакао гувернер Канаде. Разорили су Довер у Њу Хемпширу, па је уследило разарање низа градова енглеских колониста. Енглески колонисти су одржали конференцију 1. маја 1690. у Албанију и одлучили су да изврше инвазију Канаде. Копнене трупе енглеских колониста кренуле су за Монтреал, а морнарица је кренула према Квебеку. Пре тога морнарица је 11. маја заузела центар француске Акадије Порт Ројал. И копнена и поморска експедиција доживеле су пораз, а Французи су повратили Порт Ројал. Енглески колонисти су кренули да траже помоћ од Енглеске. У то доба енглеска морнарица је била заузета у Ламаншу и сталним превозом војске и снабдевања, тако да су могли веома мало да помогну удаљеној колонији. Колонистима је остављено да се сами бране. Даљи ток рата свео се на мање оружане сукобе. Ирокези су били енглески савезници. Французи и њихови индијански савезници су 1693 и 1696. уништавали ирокеска насеља и усеве, а енглески колонисти нису долазили у помоћ. Када је потписан Споразум у Ризвику 1697. Ирокези га нису прихватили, него су са Французима ратовали до 1701.

## Последице
Постојао је велики притисак и у Енглеској и у Холандији да се склопи мир. Трговина у обе земље је назадовала. Трговачки путеви су били ометани или прекидани, а финансијска и економска исцрпљеност се осећала не само у Енглеској и у Холандији, него и код противника у Француској. До краја 1696. и Вилијам III од Енглеске и Луј XIV су били одлучни да склопе мир. Луј је постао све умеренији, а осим тога осећао је да је потребно да разбије савезничку коалицију пре него што умре Карлос II од Шпаније. Француска је имала много мање шансе да добије шпанско наслеђе, ако у том тренутку буде у рату са Шпанијом и ако аустријски савезници буду одлучни да подржавају Леополда I као главног наследника шпанске круне.
Мировни конгрес је отворен у мају 1697. у Вилијамовој палати у Ризвику (сада је то град Рајсвајк) близу Хага. Швеђани су били службени посредници у мировним преговорима, али Вилијамов саветник Вилијам Бентник и Лујов генерал маршал Буфлер су сматрали да ће до споразума лакше да дођу приватним разговорима. Вилијам више није имао намере да наставља рат или да заступа Леополдова права у Рајнској области или Леополдове полагања права на наслеђе шпанске круне. За Вилијама је било најважније да осигура Енглеску и Холандију и да добије од Луја признање да је Славна револуција била легитимна и да је он легитиман наследник енглеске круне.
Мировни споразум у Ризвику Француска, Енглеска, Холандија и Шпанија потписали су 20. септембра 1697. Леополд I је желео наставак рата да би ојачао своја полагања права на наслеђе шпанске круне, па није одмах желео да потпише мировни споразум. Пошто је још увек био у рату са Турцима није могао сам да ратује против Француске, па је 30. октобра 1697. и он потписао мировни споразум.
По мировном споразуму 
- Француска задржава цели Алзас и Стразбур
- Шпанији се враћа Луксембург
- Шпанији се враћају сва подручја добијена захтевима о реуједињењима у Шпанској Низоземски
- Француска враћа и територије заузете током рата у Рајни и Лорени, али задржава довољно да осигура војну контролу
- Француска враћа део Каталоније заузет током рата
- Француска попушта и по питању Палатината и Келна[56]
- У Северној Америци успоставља се стање као пре избијања рата
- У Карибима Шпанија формално предаје Санто Доминго Француској[57]

Леополд I и немачки кнежеви нису успели да потисну Француску у њене границе по Вестфалском миру, али није ни Луј XIV успео у својим намерама великог проширења у Рајнској области. Аустрија ће након Карловачког мира 1699. са Турцима добити целу Мађарску и Трансилванију и тиме много већи утицај.
Луј XIV је наставио да штити Џејмса II, али по мировном споразуму морао је признати протестантску Енглеску и Вилијама III као краља. Јакобити су били сузбијени, а Шкотска и Ирска су биле чврсто под енглеском контролом. Француска је изгубила поморску моћ, што је утрло пут енглеској доминацији на морима у веку, који је уследио. Француска и Велика алијанса су решили питање француских граница. Међутим остало је нерешено питање ко ће наследити Карлоса II од Шпаније. Унутар четири године после мировног споразума Џејмс II и Вилијам III ће умрети, а Луј XIV и Велика алијанса ће започети нови рат зван Рат за шпанско наслеђе.